# The Singles Collection Volume 3
The Singles Collection Volume 3 é uma coletânea da banda britânica de rock Queen, lançada em edição limitada em 2010. O disco contém vários singles do grupo lançados de 1984 até 1989, juntamente com seus B-sides.
As canções "Blurred Vision" e o remix de "Pain is so Close to Pleasure" foram lançados pela primeira vez em CD através desta compilação.

## Faixas
1. "It's a Hard Life" – 4:10
2. "Is This The World We Created...?" – 2:13

Disco 2
1. "Hammer To Fall" (versão single) – 3:41
2. "Tear It Up" – 3:25

Disco 3
1. "Thank God It's Christmas" – 4:22
2. "Man On The Prowl" – 3:27
3. "Keep Passing The Open Windows" – 5:22

Disco 4
1. "One Vision" (versão single) – 4:03
2. "Blurred Vision" – 4:42

Disco 5
1. "A Kind of Magic" – 4:27
2. "A Dozen Red Roses For My Darling" – 4:44

Disco 6
1. "Friends Will Be Friends" – 4:08
2. "Princes Of The Universe" – 3:32

Disco 7
1. "Pain Is So Close to Pleasure" (single remix) – 4:01
2. "Don't Lose Your Head" – 4:38

Disco 8
1. "Who Wants To Live Forever" (versão single) – 4:04
2. "Forever" – 3:21

Disco 9
1. "One Year of Love" – 4:28
2. "Gimme The Prize" – 4:34

Disco 10
1. "I Want It All" (versão single) – 4:03
2. "Hang On In There" – 3:46

Disco 11
1. "Breakthru" – 4:10
2. "Stealin'" – 3:59

Disco 12
1. "The Invisible Man" – 3:58
2. "Hijack My Heart" – 4:11

Disco 13
1. "Scandal" – 4:44
2. "My Life Has Been Saved" – 3:15